# Martins Dukurs
Martins Dukurs (Riga, 1984. március 31. –) olimpiai ezüstérmes lett szkeletonos.

## Élete
Bátyja, Tomass szintén szkeletonos. Mindkét testvért apjuk, Dainis Dukurs edzi, akinek hatására kezdett el a szkeletonnal foglalkozni. 1998 óta versenyzik, és első nemzetközi fellépésére 2000-ben került sor.
A 2006-os torinói téli olimpián a férfi szkeletonosok mezőnyében a 7. helyen zárt. Négy évvel később Vancouverben a második helyen végzett, csakúgy mint a 2014-es szocsi olimpián.
Két világbajnokságot nyert – 2011-ben és 2012-ben, St. Moritz-ból pedig ezüstérmet vihetett magával (2013). 2010-től – sorozatban – öt Európa-bajnokságon végzett az első helyen.